# États malais non fédérés
1909–1946
Entités suivantes :
- Union malaise

Les États malais non fédérés étaient le nom commun désignant cinq États de la péninsule Malaise entre le début du XXe siècle et 1946 au sein de la Malaisie britannique.
Ces cinq États (Johor, Terengganu, Kelantan, Kedah et Perlis) ne formaient pas une entité unique, mais désignait simplement les parties de la péninsule qui ne faisaient partie ni des États malais fédérés, ni des établissements des détroits. En revanche, les États malais non fédérés, quoique sous un régime de protectorat britannique, jouissaient d'une autonomie plus grande que les États fédérés.
La désignation perdura jusqu'en 1946, date à laquelle les États furent unis aux établissements des détroits et aux États malais fédérés pour former la brève Union malaise.